# گرگور سامسا
گرِگور سامسا (به آلمانی: Gregor Samsa) نام شخصیت خیالیِ رمان کوتاه مسخ (۱۹۱۵) اثر فرانتس کافکا است. او در این داستان از خواب بیدار می‌شود و متوجه می‌شود به یک سوسک غول‌پیکر تبدیل شده‌است. گرگور، پس از مسخ شدن، همچنان تلاش می‌کند در زندگی و کار خود مؤثر باشد.
شغل گرگور سامسا پیش از آن یک بازاریاب همیشه در سفر بود و باید هر روز صبح به تجارت خانه می‌رفت که پس از تبدیل شدن به سوسک، شغل خود را از دست می‌دهد.
او پس از مسخ شدن دیگر مورد توجه و محبت دیگران قرار نمی‌گیرد و در تصمیم‌گیری‌های خانواده از جمله تغییر خانه، ازدواج خواهرش و… سهیم نمی‌باشد. در نهایت، با مرگ گرِگور سامسا خانواده او تنها اندکی ناراحت می شوند و پس از آن تصمیم می گیرند که به سفر بروند.